# Euphthiracaridae
Euphthiracaridae zijn  een familie van mijten. Bij de familie zijn 5 geslachten met circa 160 soorten ingedeeld.